# Керцфелд
Керцфелд (нем. и фр. - Kertzfeld) је насеље и општина у Француској у региону Алзас, у департману Доња Рајна.
По подацима из 2011. године у општини је живело 1322 становника, а густина насељености је износила 140,19 становника/km².

## Демографија
| 1962. | 1968. | 1975. | 1982. | 1990. | 2011. |
| ----- | ----- | ----- | ----- | ----- | ----- |
| 770   | 770   | 812   | 831   | 947   | 1.322 |